# Lilly Jacobsson
Lilly Jacobsson (8. juni 1893 – 11. november 1979) var en svensk skuespillerinde.
Lilly Jacobsson filmdebuterede hos AB Svenska Biografteatern i 1911 og medvirkede der i en række svenske film indtil udgangen af 1914. I 1916 søgte Nordisk Film en ny primadonna. Lilly Jacobsson var blandt de 5-600 deltager i konkurrencen der skulle kåre denne, og vandt. Hendes danske debut var i filmen Maharadjahens Yndlingshustru (1917) hvor hun spillede Elly der bliver del af den indiske maharajahs harem. Filmen blev en så stor succes at Nordisk Film besluttede at lave en opfølger: Maharadjahens Yndlingshustru II (1919). I alt spillede hun med i ni film fra Nordisk Film, foruden de to Maharadjahens YndlingshustruI+II, havde hun desuden store roller i science fiction-filmen Himmelskibet (1918) hvor hun spillede en marspige og i Mod Lyset (1918) hvor hun spillede sammen med Asta Nielsen, hvilket formentligt ledte til at Asta tilbød hende rollen som Ofelia i Astas egen produktion af Shakespeares Hamlet (hvor Asta selv spillede Hamlet).
Lilly Jacobsson blev gift med direktør Corbett Edwards i 1919 i Odense, hvorefter hun indstillede skuespilkarrieren. Hun døde den 11. november 1979 i en alder af 86 år, og ligger begravet på Assistenskirkegården i Odense.

## Filmografi
- 1911 – Opiumhålan (Sverige)
- 1912 – Bränningar eller Stulen lycka (som Elviras datter; instruktør Mauritz Stiller; Sverige)
- 1912 – När larmklockan ljuder (som Munells kone; instruktør Maruitz Stiller; Sverige)
- 1912 – Bränningar eller Stulen lycka (som Annie; instruktør Eric Malmberg; Sverige)
- 1912 – Laban Petterkvist tränar till Olympiska spelen (Sverige)
- 1912 – Det gröna halsbandet (som Anna Sundén; instruktør Eric Malmberg; Sverige)
- 1912 – Musikens makt (som Hilda Dahlkvist; instruktør Georg af Klercker; Sverige)
- 1912 – Kolingens galoscher (som millionærdatter; instruktør Eric Malmberg; Sverige)
- 1912 – Samhällets dom (som Ebba; instruktør Eric Malmberg; Sverige)
- 1912 – Två svenska emigranters äfventyr i Amerika (som Betty, Svens søster; instruktør Eric Malmberg; Sverige)
- 1912 – Mor och dotter (Sverige)
- 1913 – När larmklockan ljuder (Sverige)
- 1913 – Gränsfolken (som Ivans, Gregoris og Alexeis søster; instruktør Maruitz Stiller; Sverige)
- 1913 – En skärgårdsflickas roman (som skärgårdsflicka; instruktør Arthur Donaldson; Sverige)
- 1914 – När svärmor regerar (som Evelina; instruktør Maruitz Stiller; Sverige)
- 1914 – För sin kärleks skull (som Typistin; instruktør Maruitz Stiller; Sverige)
- 1914 – För fäderneslandet (som Ebba von Tell; instruktør Georg af Klercker; Sverige)
- 1914 – Stormfågeln (som Maria Witte; instruktør Maruitz; Sverige)
- 1914 – En av de många (som Ellen Sahlber; instruktør Victor Sjöström; Sverige)
- 1915 – Strejken (som Gurli Hagberg; instruktør Victor Sjöström; Sverige)
- 1917 – Maharadjahens Yndlingshustru I (som Elly von Langen; Instruktør Robert Dinesen)
- 1917 – Kvinden med de smukke Øjne (som Luzette, kvinden med de smukke øjne; Instruktør Alexander Christian)
- 1918 – Himmelskibet (som Marya, Visdommens datter; Instruktør Holger-Madsen)
- 1918 – Testamentets Hemmelighed (som Nancy Keith; Instruktør Holger-Madsen)
- 1918 – Folkets Ven (som Irene, premierministerens datter; Instruktør Holger-Madsen)
- 1919 – Hendes Helt (som Inga, Holsts datter; Instruktør Holger-Madsen)
- 1919 – Klavervirtuosen (som Hetty, Williams' datter; instruktør Lau Lauritzen Sr.)
- 1919 – Mod Lyset (som Inga, professorens datter; Instruktør Holger-Madsen)
- 1919 – Maharadjahens Yndlingshustru II (som Gul, maharanien af Baghalpur; instruktør August Blom)
- 1921 – Hamlet (som Ophelia, Polonius' datter; instruktør Svend Gade, Heinz Schall) (Tyskland)